# القلم الصريح
جريدة القلم الصريح بدأت بالصدور في 3 آب 1931م. أصدرها ألفرد أبو سمرا. كانت تعنى بالنواحي الوطنية والاجتماعية والاقتصادية في جبل عامل كما كانت منبراً لعدد كبير من أدباء وشعراء جبل عامل.
نأت بنفسها عن المواضيع السياسية. استمرّت بالصدور زهاء 45 عاماً وذلك منذ 1931م وحتى 1976م.